# Idrætsforeningen AIA-Tranbjerg
L'Idrætsforeningen AIA-Tranbjerg est un club omnisports danois basé à Tranbjerg, un quartier de la ville d'Aarhus.
Le club présente des sections football, handball, badminton, athlétisme, natation, gymnastique et tennis.
Fondé le 17 août 1918 sous le nom d'Arbejdernes Idrætsklub Aarhus, il fusionne en 1974 avec le Tranbjerg Idrætsforening.

## Football
L'AIA connaît quatre saisons en première division ; huitième lors de la saison 1955-1956 et neuvième à l'issue de la saison 1956-1957, l'AIA termine 11e en 1958 et 12e en 1961), avec en attaque Poul Pedersen, qui a joué l'intégralité de sa carrière (389 matches) pour l'AIA, et qui est le premier Danois à atteindre les 50 sélections en équipe nationale.
Le club est aussi champion de deuxième division en 1955 et de troisième division en 1953.

## Handball
Les handballeuses de l'AIA sont championnes du Danemark en 1982 et vice-championnes en 1976, 1978, 1984 et 1989. Elles ont remporté à quatre reprises la Coupe du Danemark (1978, 1979, 1980 et 1981) ; elles ont perdu la finale en 1975 et 1986.